# Conductivitat (electrolítica)

La conductivitat electrolítica de l'aigua de puresa ultra alta augmenta en funció de la temperatura (T) a causa de la major dissociació de l'H2O en  H+ i  OH− amb la T.

La conductivitat (o conductància específica) d'una solució d'electròlit és una mesura de la seva capacitat per conduir l'electricitat. La unitat SI de conductivitat és siemens per metre (S/m).

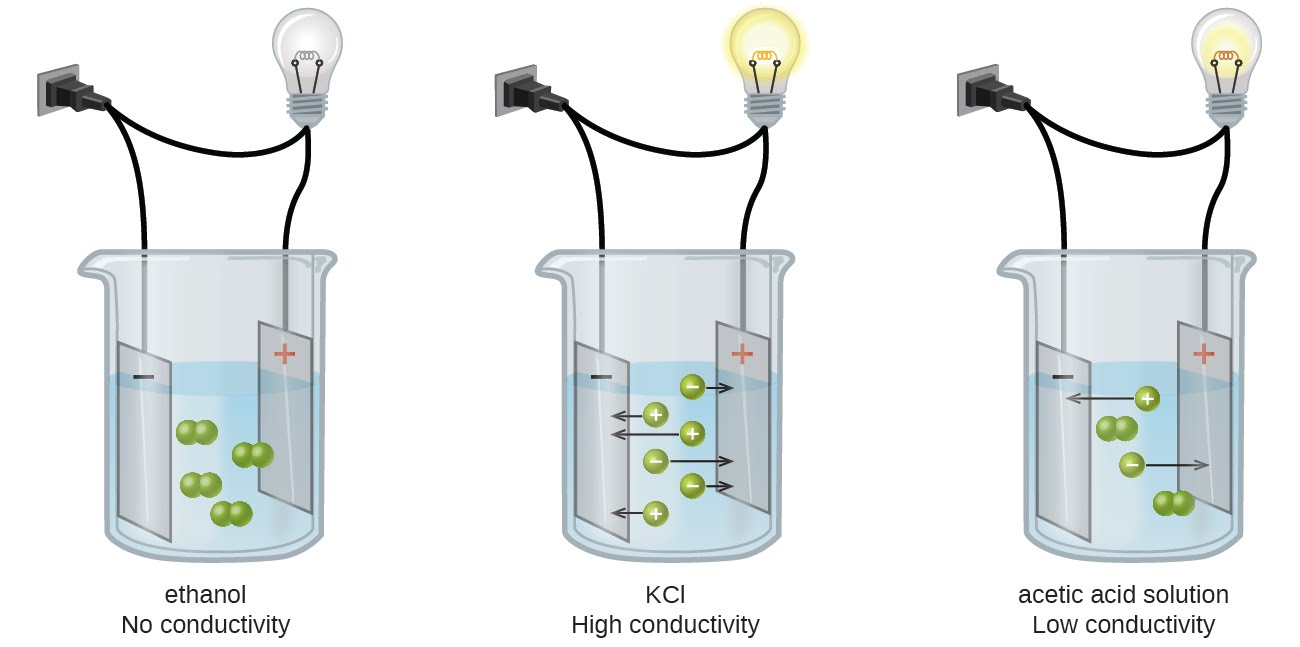
Exemple de diferents conductivitats electrolítiques

Les mesures de conductivitat s'utilitzen habitualment en moltes aplicacions industrials i ambientals com una forma ràpida, barata i fiable de mesurar el contingut iònic d'una solució. Per exemple, el mesurament de la conductivitat del producte és una manera típica de controlar i tendir contínuament el rendiment dels sistemes de purificació d'aigua.
En molts casos, la conductivitat està relacionada directament amb els sòlids dissolts totals (TDS).
L'aigua desionitzada d'alta qualitat té una conductivitat de {\displaystyle \mathrm {\kappa \;=\;0.05501\,\pm \,0.0001\,{\frac {\mu S}{cm}}} } a 25°C
Això correspon a una resistivitat específica de {\displaystyle \rho \,=\,18.18\pm 0.03\;\mathrm {M\Omega \cdot cm} }
La preparació de les solucions de sal es fa sovint en vas de precipitats sense tancar. En aquest cas, la conductivitat de l'aigua purificada sovint és de 10 a 20 vegades més gran. A continuació es pot trobar una discussió.
L'aigua potable típica es troba entre 200 i 800 μS/cm, mentre que l'aigua del mar és d'uns 50 mS/cm (o 0,05 S/cm).
La conductivitat es determina tradicionalment connectant l'electròlit en un pont de Wheatstone. Les solucions diluïdes segueixen les lleis de Kohlrausch de dependència a la concentració i additivitat de les contribucions iòniques. Lars Onsager va donar una explicació teòrica de la llei de Kohlrausch ampliant la teoria de Debye-Hückel.

## Unitats
La unitat SI de conductivitat és S/m i, tret que es qualifica el contrari, es refereix a 25 °C. Més generalment es troba la unitat tradicional de μS/cm.

## Mesurament

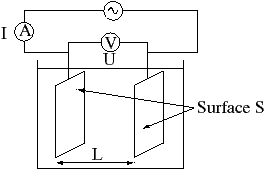
Principi de la mesura

La conductivitat elèctrica d'una solució d'un electròlit es mesura determinant la resistència de la solució entre dos elèctrodes plans o cilíndrics separats per una distància fixa. Generalment s'utilitza una tensió alterna per minimitzar l'electròlisi de l'aigua. La resistència es mesura amb un conductímetre. Les freqüències típiques utilitzades estan en el rang 1-3 kHz. La dependència de la freqüència sol ser petita, però pot arribar a ser apreciable a freqüències molt altes, un efecte conegut com l'efecte Debye-Falkenhagen.
Hi ha una gran varietat d'instrumentació disponible comercialment. Amb més freqüència, s'utilitzen dos tipus de sensors d'elèctrode, sensors basats en elèctrodes i sensors inductius. Els sensors d'elèctrodes amb un disseny estàtic són adequats per a conductivitats baixes i moderades, i existeixen en diversos tipus, amb dos o quatre elèctrodes, on els elèctrodes es poden disposar de manera oposada, plans o en un cilindre. Les cèl·lules d'elèctrodes amb un disseny flexible, on es pot variar la distància entre dos elèctrodes disposats de manera oposada, ofereixen una gran precisió i també es poden utilitzar per a la mesura de medis altament conductors. Els sensors inductius són adequats per a condicions químiques dures, però requereixen volums de mostra més grans que els sensors d'elèctrode. Els sensors de conductivitat solen calibrar-se amb solucions de KCl de conductivitat coneguda. La conductivitat electrolítica depèn molt de la temperatura, però molts sistemes comercials ofereixen una correcció automàtica de la temperatura. Les taules de conductivitats de referència estan disponibles per a moltes solucions comunes.